# Wasserburgstall Niederwöhr
Der Wasserburgstall Niederwöhr bezeichnet eine abgegangene Wasserburg in Niederwöhr, einem Ortsteil der Gemeinde Münchsmünster im Landkreis Pfaffenhofen an der Ilm in Bayern. Er befindet sich in der Ilmniederung unmittelbar bei der Kirche St. Martin. 
Der mittelalterliche Burgstall mit der Akten-Nr. D-1-7236-0011 ist ein geschütztes Bodendenkmal. 
Der Hügel, der einst höher und von einem breiten Wassergraben umgeben war, ist kaum noch zu erkennen. 